# Cantone di Drulingen
Il Cantone di Drulingen era una divisione amministrativa dell'arrondissement di Saverne.
A seguito della riforma approvata con decreto del 18 febbraio 2014, che ha avuto attuazione dopo le elezioni dipartimentali del 2015, è stato soppresso.

## Composizione
Comprendeva i comuni di
- Adamswiller
- Asswiller
- Baerendorf
- Berg
- Bettwiller
- Burbach
- Bust
- Diemeringen
- Drulingen
- Durstel
- Eschwiller
- Eywiller
- Gœrlingen
- Gungwiller
- Hirschland
- Kirrberg
- Mackwiller
- Ottwiller
- Rauwiller
- Rexingen
- Siewiller
- Thal-Drulingen
- Volksberg
- Waldhambach
- Weislingen
- Weyer